# Francisco José Eguiguren Escudero
Francisco José Eguiguren Escudero (Piura, Perú, 28 de febrero de 1855 - Lima, 20 de junio de 1921) fue un hacendado, jurista, magistrado, y político peruano. Fue Presidente de la Corte Superior de Piura (desde 1895 hasta 1901), Ministro de Justicia, Instrucción y Culto del Perú (8 de septiembre de 1903- 24 de septiembre de 1904). Presidió la Corte Suprema y el Poder Judicial (1913 y 1914).

## Biografía
Hijo de Vicente Eguiguren Riofrío y Antonia Escudero y Valdivieso -nacida en Piura el 11 de noviembre de 1826-, casados en Piura hacia 1849. Su padre fue un importante hacendado, quien donó algunas de sus tierras del alto Piura para que se pueda fundar la ciudad de Chulucanas. Antonia Escudero era hermana de don Ignacio Escudero y Valdivieso el célebre piurano tribuno de la Convención Nacional de 1855.
Francisco José estudió en el Colegio del Seminario Conciliar de Lima y en el Colegio San Miguel de Piura donde obtuvo la medalla anual de oro, por su aprovechamiento y conducta. Luego ingresó en la Facultad de Jurisprudencia de la Universidad de San Marcos, donde se graduó como Bachiller en 1876 con una tesis titulada "Delitos políticos" . Se graduó como doctor en 1877. Presentó, en 1878, una tesis doctoral titulada: "¿La locura del reo suspende, o no, el curso de la prescripción criminal?". Como anécdota puede citarse que, al recibirse de Abogado, el Fiscal de la Nación, en su dictamen del 1 de febrero de 1878 le exigió que exhibiera su partida de bautismo, porque se creía que no tenía la edad legal.
Producida la Guerra del Pacífico el doctor Eguiguren sentó plaza en el batallón comandado por el doctor Ramón Ribeyro, asistiendo con el grado de Teniente a la batalla de Miraflores (15 de enero de 1881) en la defensa de Lima ante la invasión del ejército chileno. Formó «parte de la 5a Compañía (cuyo jefe era el Dr. Juan Francisco Pastor) del Batallón de Reservas N° 4, unidad orgánica de la 1ra División; de forma que estuvo en el Reducto N° 1 de Miraflores.»
Contrajo matrimonio en 1885 en la Iglesia de Belén de Piura, con Josefina Escudero Menacho. Era nieta de uno de los ilustres patricios limeños que firmaron el Acta de Independencia del Perú en Lima: Juan Gualberto Menacho Beytia. Fueron padres de 17 hijos de los que sobrevivieron 10, siendo el mayor de ellos Luis Antonio Eguiguren Escudero, quien seguiría el ejemplo de su padre con su respuesta generosa a una intensa vocación de servicio a Piura y al Perú.
Murió en Lima a los 66 años, el 20 de junio de 1921, siendo sepultado en el Cementerio Presbítero Maestro con todos los honores propios de su investidura. La prensa nacional e internacional comunicó su deceso con sendas notas necrológicas. En el Distrito de San Isidro en Lima una calle lleva su nombre.

## Trayectoria
Después de recibirse como Abogado, y ejercer su profesión en la defensa de los pobres hasta 1881 en Lima, se trasladó a Piura, donde se dedicó a la carrera judicial.
Se inició en la carrera judicial en 1882, como Conjuez de Primera Instancia. En 1884 fue nombrado Adjunto al Agente Fiscal. En 1890 fue senador por Piura hasta 1893. En 1891 obtuvo el nombramiento de Vocal de la Corte Superior de Piura. Por su experiencia y austeridad de probo magistrado fue elegido sucesivamente por siete años (1895-1901) como presidente del Tribunal de Justicia, hasta que él mismo pidió que otro magistrado lo sustituyera en la Presidencia de la Corte. 
«El Congreso de la República lo nombró vocal de la Corte Suprema de la República en septiembre de 1904, puesto que disputó nada menos que con Luciano Benjamín Cisneros. A este respecto Basadre dice: "En 1904 postuló Cisneros la elección de vocal de la Corte Suprema; pero fue vencido por el ministro de justicia Francisco J. Eguiguren"». Luego, en 1913 y 1914 fue presidente electo de la Corte Suprema.
Presidió la Corte Suprema en el período turbulento en que se encomendó a este tribunal de justicia los asuntos electorales, y hoy es opinión casi general, que esa ley se salvó por la dirección y ejemplo del Dr. Eguiguren. Las memorias de los Presidentes posteriores de la Corte Suprema, a cada momento se refieren a la labor del predecesor. Los acuerdos de la Corte Suprema están llenos de las iniciativas del Dr. Eguiguren para mantener el tribunal independiente de los otros poderes.
«Participó en 79 sesiones del Consejo Supremo de Guerra y Marina, entre el 28 de septiembre de 1904 y el 31 de octubre de 1906, habiéndolo presidido una vez.»
A su gestión se deben el Proyecto de Ley sobre los Delitos contra la Honestidad y la Tabla de Términos con relación a las Distancias.

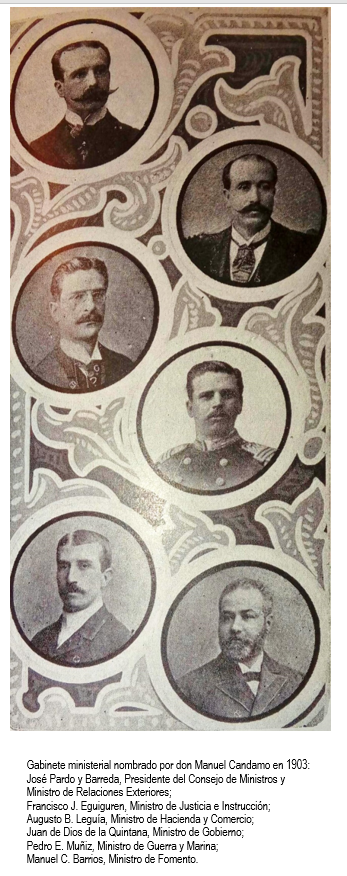
Gabinete ministerial nombrado por don Manuel Candamo en 1903

Desde el 8 de septiembre de 1903 fue Ministro de Justicia e Instrucción Pública, durante el gobierno de Manuel Candamo y el gobierno interino de Serapio Calderón, hasta el 24 de septiembre de 1904. Se desempeñó con tal justicia y ecuanimidad que, se dijo, que de no mediar la política hubiera sido titular vitalicio de esa cartera. Durante su gestión como Ministro de Estado promovió la Educación Femenina: creó el Colegio de Nuestra Señora de Lourdes y el. Reorganizó la Escuela Normal de Mujeres Archivado el 4 de agosto de 2020 en Wayback Machine.. Dio la primera voz para la fundación de la Academia Nacional de la Historia del Perú que creó el gobierno siguiente. Alentó la formación de la Escuela de Artes y Oficios en Lima. En el sector Justicia de su Ministerio impulsó la Ley de Imprenta, el Registro de la Propiedad Inmueble y el Reformatorio de Mujeres.
Su cercanía al Presidente Manuel Candamo fue tal que llegó a acompañar Presidente, junto con la familia de este al viaje a Arequipa en que don Manuel Candamo murió, víctima de los males que lo llevaron allá buscando curación.
En 1890 fue Alcalde de Piura. Como tal fue comisionado para recolectar las erogaciones realizadas en Piura como contribución para erigir el monumento al héroe Miguel Grau Seminario en Lima.
En 1892, como director de la Sociedad de Beneficencia Pública de Piura, encontrándose el Hospital de Belén en un estado de calamidad, consiguió que vinieran para su administración las religiosas de la Orden de San José de Tarbes establecida en el Ecuador. Orden que llevó a cabo una ardua labor de rehabilitación del ya agonizante nosocomio.
El doctor Francisco José Eguiguren fue uno de los fundadores de la Cámara de Comercio y Producción de Piura. Fue elegido para presidir la comisión encargada de elaborar los primeros estatutos de la Cámara en 1891. Como representante de la Cámara intervino en las gestiones para la construcción del nuevo puente de Piura después de las lluvias de 1891.

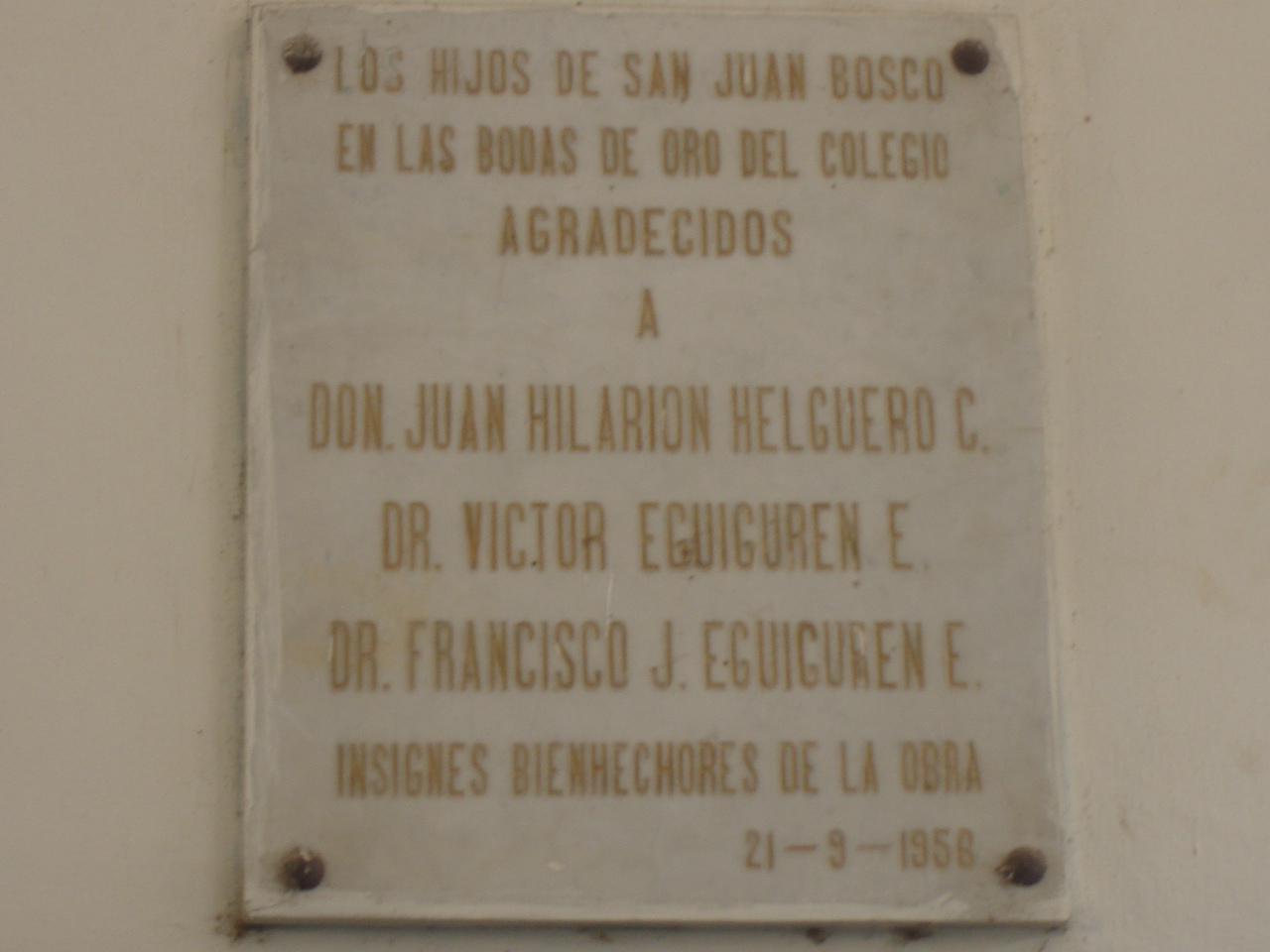
Francisco José Eguiguren Escudero, placa recordatoria de su generosidad con Piura

Fue benefactor del Colegio Salesiano de Piura. Una placa de mármol lo recuerda en el zaguán del local de la calle Libertad. Obsequió junto con su hermano Víctor una gran extensión de terreno en el distrito de Castilla donde hoy funciona el Colegio.

## Obras
Su dedicación a la magistratura y la educación de sus hijos no dieron tiempo al Dr. Eguiguren para dedicarse a escribir muchas obras. De su autoría tenemos sin embargo las siguientes publicaciones:
- Ley Orgánica del Poder Judicial
- Código de Procedimientos Civiles[30]
- Ley de Notariado
- Tabla de Términos[31]
- Prontuario de ejecutorias, circulares y acuerdos de la Excma. Corte Suprema de Justicia aplicables a la legislación procesal civil vigente, extractadas de los once tomos de los Anales Judiciales de la Corte Suprema publicados hasta hoy, Lima Ed. Sanmarti y Co. 1915.[32]